# Elecciones presidenciales de Guatemala de 1922
Las elecciones presidenciales en Guatemala de 1922 se celebraron en Guatemala el 22 de febrero de 1922. El resultado fue una victoria para José María Orellana, aunque los militares habían controlado las elecciones y silenciado a la oposición, así como sofocar rebeliones en al menos doce lugares como Antigua. Orellana asumió la presidencia el 4 de marzo de 1922.

## Resultados
| Candidato                 | Partido                     | Votos | %   |
| ------------------------- | --------------------------- | ----- | --- |
| José María Orellana       | Partido Liberal             |       | 95  |
| Jorge Ubico               | Partido Liberal Progresista |       | 5   |
| Invalidos/votos en blanco | Invalidos/votos en blanco   |       | -   |
| 'Resultado                | 'Resultado                  |       | 100 |

- Datos: Q3586581